# Gimbsheimer Altrhein
Das Naturschutzgebiet Gimbsheimer Altrhein ist das zweitgrößte Naturschutzgebiet im Landkreis Alzey-Worms in Rheinland-Pfalz.
Das 112 Hektar große Gebiet, das im Jahr 1979 unter Naturschutz gestellt wurde, erstreckt sich westlich der Ortsgemeinde Gimbsheim und nördlich der Ortsgemeinde Eich zwischen der westlich verlaufenden Bundesstraße 9 und dem östlich fließenden Rhein. Am nördlichen Rand des Gebietes und östlich verläuft die Landesstraße 437.
Landschaftlich handelt es sich um einen Mäander des Rheins, der vor 1790 zum Altrhein wurde und später wegen der Senkung des Grundwasserspiegels verlandete.